# ジェローム・オングエネ
- ジェローム・オンゲネ

ジェローム・ジュニオール・オングエネ（フランス語: Jérôme Junior Onguéné、1997年12月22日 - ）は、カメルーンのサッカー選手。デリーFC所属。カメルーン代表。ポジションはDF。

## クラブ歴
FCソショー＝モンベリアルの下部組織出身。2015年にトップチームに昇格。
2017年1月31日にVfBシュトゥットガルトに移籍。同年8月31日にレッドブル・ザルツブルクに1シーズンの契約で期限付き移籍。2018年6月にレッドブル・ザルツブルクに完全移籍。
2021年1月15日、ジェノアCFCに買取オプション付きのレンタル移籍。
2022年3月25日、アイントラハト・フランクフルトと5年契約を締結し、同年7月より加入することが発表された。

## 代表歴
アンダー代表ではフランス代表として出場。UEFA U-19欧州選手権2016で優勝した。
2018年8月にアフリカネイションズカップ2019予選・グループBのコモロ代表戦のカメルーン代表メンバーに選出された。同年10月12日の同予選マラウイ代表戦でA代表初出場。